# Počítač náprav

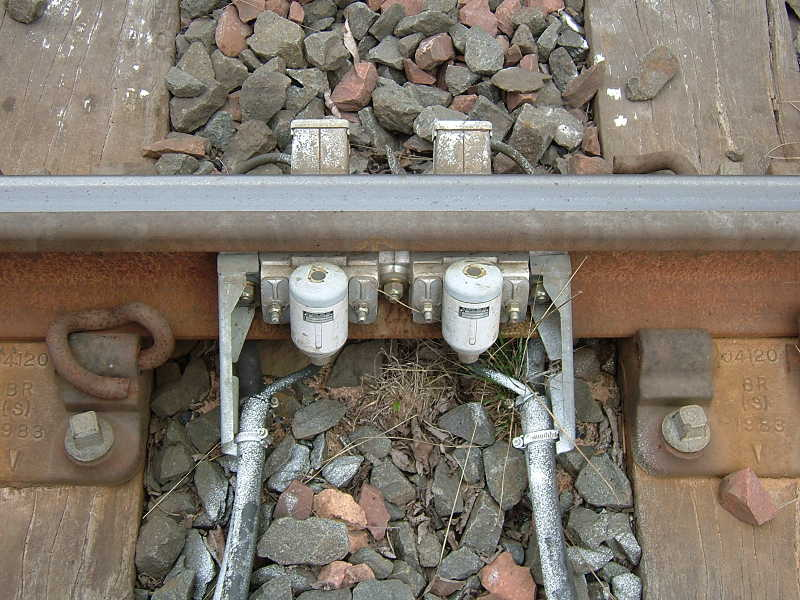
Snímače počítače náprav v kolejišti

Počítač náprav je na železnici zařízení pro detekci průjezdu železničního kola daným místem a registraci počtu kol (potažmo náprav), které tímto místem projely. Počítače náprav jsou částí zabezpečovacího zařízení a podobně jako kolejové obvody slouží pro zjišťování volnosti úseku koleje.
Počítač náprav se skládá z venkovní a vnitřní části:
- venkovní částí jsou snímače pro detekci průjezdu železničního kola umístěné přímo v kolejišti
- vnitřní část na základě informací z venkovní části vyhodnocuje volnost daného úseku koleje[1][2]